# Rhoenanthus youi
Rhoenanthus youi is een haft uit de familie Potamanthidae. De wetenschappelijke naam van de soort is voor het eerst geldig gepubliceerd in 1986 door Wu & You.
De soort komt voor in het Oriëntaals gebied.